# 飾妝奈拉布隆頭魚
飾妝奈拉布隆頭魚，為輻鰭魚綱鱸形目隆頭魚亞目隆頭魚科的其中一種，分布於東南大西洋崔斯坦火山群、Gough與Vema海洋山脊及西印度洋St. Paul及Amsterdam島海域，體長可達3.9公分，生活習性不明。